# Monumento a Garibaldi (Roma)

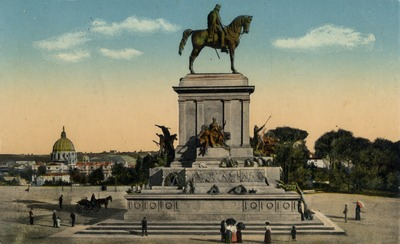
Monumento a Garibaldi (Roma). Cartão postal fotográfico, 1910

O monumento equestre dedicado a Giuseppe Garibaldi é uma imponente estátua equestre colocada em Roma, no ponto mais alto da colina Janiculum, na praça Piazza Garibaldi.
Foi desenhado por Emilio Gallori em 1895, e é conhecido pelo título de " o Herói dos Dois Mundos ".